# Rei Wei de Qi
Wei (xinès tradicional: 齊威王, xinès simplificat: 齐威王, pinyin: Qí Wēi Wáng), el nom personal del qual era Tian Yinqi (田因齊), va ser rei de l'estat de Qi (al nord de la Xina actual) durant el període dels Regnes Combatents, quan Qi era un dels estats més poderosos de la Dinastia Zhou. Ell va regnar del 356 al 320 aC. o segons altra font del 378 al 343 aC.
El seu successor va ser el Rei Xuan de Qi. En les Intrigues dels Regnes Combatents, l'estrateg Su Qin és citat dient-li al rei de Qin: "Els Reis Wei i Xuan de Qi eren els més dignes governants de la seva època. El seu poder era gran i les seves terres àmplies. Els seus estats eren rics i els seus ciutadans capaços. Els seus generals eren agressius i les seves tropes fortes."
El Rei Wei era assenyat i mesurat en les seves accions cap als seus subordinats. Una vegada els seus espies li van avisar en repetides ocasions que un dels seus generals, Zhangzi, s'havia rendit a l'enemic, Qin. El Rei Wei es va negar a creure que Zhangzi havia desertat. I efectivament, "una mica més tard es va informar que Qi havia aconseguit una gran victòria... El rei de Qin es va proclamar vassall de les fronteres occidentals i es va disculpar amb Qi." El Rei Wei va dir que ell sempre havia sabut que Zhangzi era lleial i citava el relat en la seva defensa. Segons altra història, el Rei Wei va proclamar que "Tots els ministres, funcionaris i ciutadans que critiquen les meves faltes davant meu aconseguiran la major recompensa; aquells que protesten davant el rei per escrit se'ls donarà la següent recompensa més alta, i eixos que senten una crítica sobre el rei i se la transmeten a les seves oïdes com a mínim tindran una recompensa mínima." Després d'açò, "la porta de la cambra semblava la d'un mercat" però després d'un any, "cap dels que va parlar amb el rei tenia peticions per presentar" [perquè els problemes ja s'havien resolt]. "Quan [els països de] Yan, Zhao, Han i Wei (魏) van sentir d'açò tots ells anaren a festejar a Qi."
El Rei Wei va emprar Sun Bin com cap assessor militar. Sun Bin havia estat castigat amb la mutilació dels seus genolls a Wei (xinès: 魏, pinyin: Wèi) a instàncies del seu enemic Pang Juan. El comandant de Wei, Tian Ji (田忌) el va reclutar per venir a Qi. Com Sun Bin no es podia seure en un cavall, ell es va negar quan el rei Wei li va oferir el comandament real de l'exèrcit. Sun Bin va escriure L'art de la guerra de Sun Bin, en el qual el Rei Wei i Tian Ji preguntaven a Sun Bin sobre estratègia i tàctiques. Sun Bin va ser molt influent en l'elaboració de l'estratègia pel triomf de Qi a la batalla de Maling el 342 aC, la qual va debilitar considerablement l'estat rival de Wei (xinès: 魏, pinyin: Wèi). Pang Juan va morir allí. "Al final del seu regnat, ell va enviar exèrcits contra Qin i Zhao."
El seu fill Tian Ying (田嬰) va ser el pare de Tian Wen, conegut com el Senyor Mengchang.